# Markedskapitalisering
Markedskapitalisering (markedsværdi eller børsværdi, engelsk: Market capitalization, ofte afkortet til market cap) er den totale værdi af et selskabs udestående aktier og beregnes ved at multiplicere den aktuelle aktiekurs med antallet af udestående aktier. Markedskapitaliseringen viser således selskabets reelle værdi, hvis alle dets aktier kunne købes. 
På Københavns Fondsbørs (NASDAQ OMX) er de forskellige selskabers markedsværdi opdelt på følgende vis:
- Large Cap  =  > 1 mia. €
- Mid Cap  =    150-1000 mio. €
- Small Cap  =  < 150 mio. €

Verdens største børs målt på de noteredes selskabers totale markedskapitalisering er New York Stock Exchange.[kilde mangler]